# Lydia Maria Child
Lydia Maria Child (nacida Lydia Maria Francis, 11 de febrero de 1802 - 20 de octubre de 1880) fue una abolicionista, activista de los derechos de la mujer y de los nativos americanos, novelista, periodista y opositora al expansionismo estadounidense.
Sus escritos —manuales domésticos y ficción— tuvieron un considerable público en la primera mitad del siglo XIX. En ocasiones escandalizó a sus lectores al tratar temas como el dominio masculino y la supremacía blanca en algunas de sus historias.

## Biografía y educación
Nació en Medford (Massachusetts), el 11 de febrero de 1802, del matrimonio formado por Susannah y Convers Francis. Se educó en una escuela femenina local, y después en un seminario de mujeres. Tras la muerte de su madre, se trasladó a vivir con su hermana mayor a Maine, donde se formó como maestra.
Lydia leyó por casualidad un artículo en North American Review que hablaba de la historia de Nueva Inglaterra y sus posibilidades en la ficción. Aunque nunca había considerado convertirse en escritora, comenzó a escribir su novela Hobomok, que acabó en seis semanas.
Durante un año dio clases en un seminario, hasta que en 1824 abrió una escuela privada en Watertown (Massachusetts). En 1826 fundó Juvenile Miscellany, la primera revista mensual para niños publicada en Estados Unidos, que supervisó durante ocho años. En 1828 se casó con David Lee Child y se trasladó a Boston.

## Carrera

### Primeros escritos
Tras el éxito de Hobomok, Child escribió varias novelas, poesía y un libro de consejos para madres, The Mothers Book. Pero su obra más celebrada fue The Frugal Housewife. Dedicated to those who are not ashamed of Economy («El ama de casa frugal. Dedicado a quienes no se avergüenzan de hacer economías»), publicado en 1829, del que se llegaron a imprimir 33 ediciones en 25 años Según las propias palabras de la autora, el libro había sido escrito «para los pobres (…) los que no pueden permitirse el lujo de ser epicúreos encontrarán la mejor información en las Setenta y cinco recetas de Eliza Leslie».
En 1832, Child cambió el título de esta obra a The American Frugal Housewife («El ama de casa frugal americana») por la confusión que se creaba con la obra de la autora británica Susannah Carter, publicada en 1765, y en 1772 en EE. UU.

### Abolicionismo y derechos de la mujer

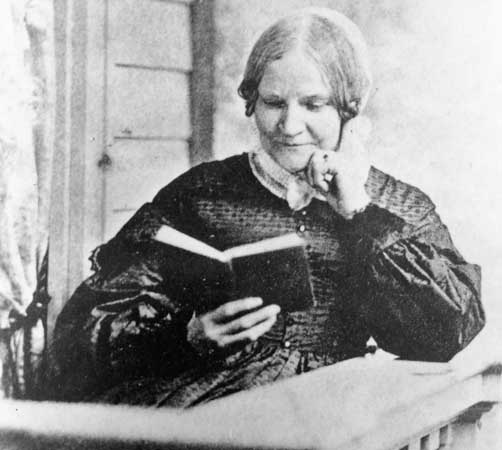
Child en 1870

En 1831, Lydia Child y su esposo comenzaron a identificarse con la causa contra la esclavitud mediante las obras y la influencia personal de William Lloyd Garrison. Child era una activista de los derechos de la mujer, pero estaba convencida de que no podría haber progresos significativos para las mujeres hasta la abolición de la esclavitud. Creía que las mujeres blancas y las esclavas eran similares en cuanto a que los hombres blancos las trataban como una propiedad, y no como a seres humanos. Child afirmaba que las comunidades solo de mujeres no le interesaban, y pensaba que las mujeres llegarían más lejos trabajando junto a los hombres. Junto a otras mujeres abolicionistas abogó por la igualdad de mujeres y hombres en la membresía y la participación en la Sociedad Antiesclavista Estadounidense, provocando una controversia que más tarde causó una ruptura en el movimiento.

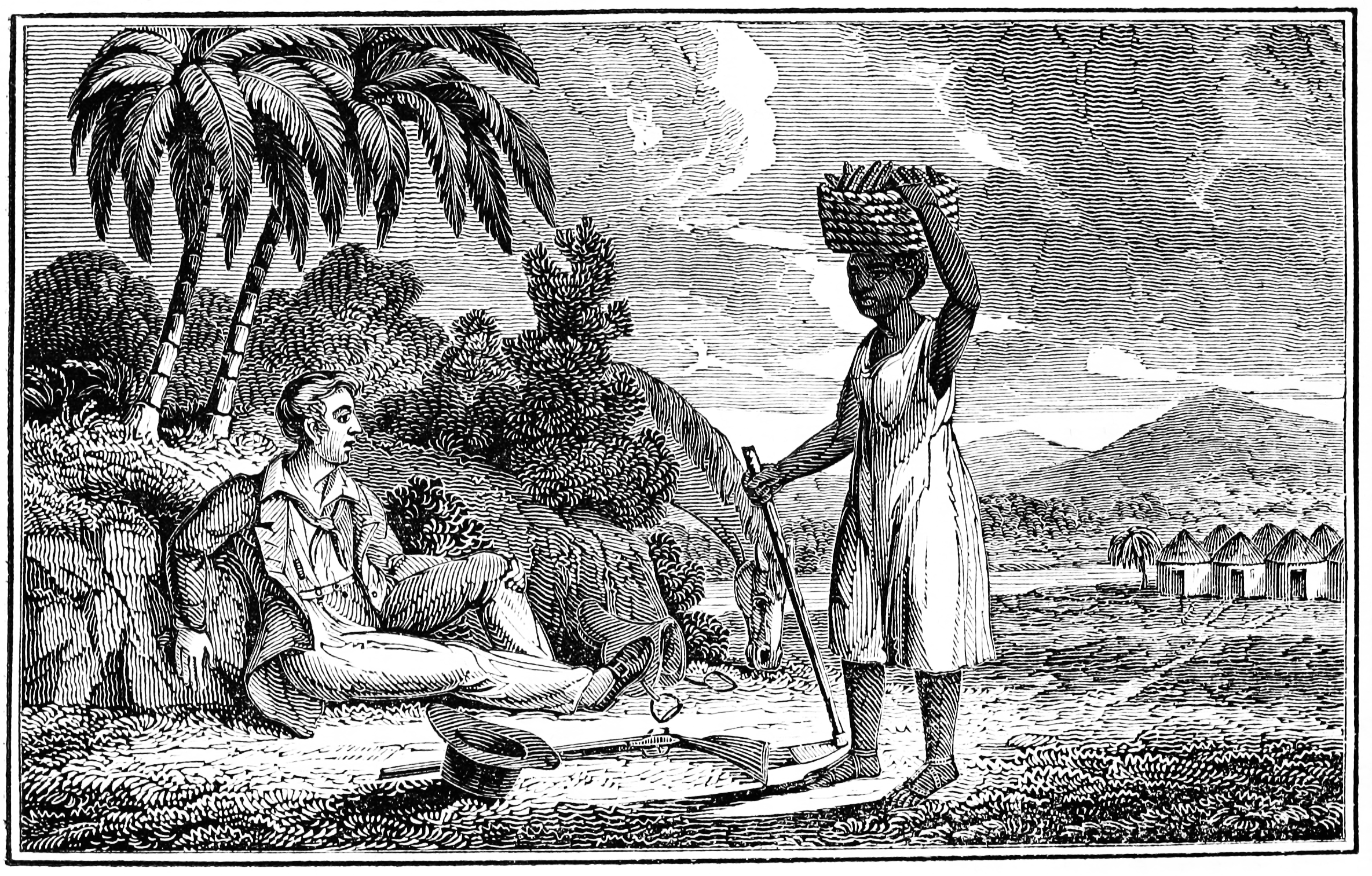
Ilustración de An Appeal in Favor of that Class of Americans Called Africans

En 1833 publicó su libro An Appeal in Favor of that Class of Americans Called Africans («Un llamamiento en favor de la clase de americanos llamados africanos»), en el que defendía la inmediata emancipación de los esclavos sin compensación para sus dueños. En ocasiones se considera que este libro es la primera obra de apoyo de esta política escrita por una mujer. Child «estudió la esclavitud desde diferentes ángulos ─histórico, político, económico, legal y moral─ para demostrar que la emancipación era factible y que los africanos eran intelectualmente iguales a los europeos». Esta obra fue el primer libro contra la esclavitud impreso en América, y le siguieron numerosos trabajos menores sobre el mismo tema. El libro atrajo mucha atención, hasta el punto que William Ellery Channing, que le atribuía en parte a esta obra su interés en la cuestión de la esclavitud, viajó de Boston a Roxbury para darle las gracias personalmente. Child se vio condenada al ostracismo social, pero a partir de entonces fue considerada una notoria líder del movimiento contra la esclavitud.
Child ayudó a financiar la primera feria contra la esclavitud, organizada en boston en 1834. Esta feria fue un acontecimiento educativo y recaudatorio, y se celebró anualmente durante décadas gracias a los esfuerzos de Maria Weston Chapman. En 1839, Child pasó a formar parte del comité ejecutivo de la Sociedad Antiesclavista Estadounidense y en 1840 se convirtió en editora de la revista de dicha sociedad, el National Anti-Slavery Standard, para la que escribía una columna semanal titulada Cartas desde Nueva York, que más tarde reunió y publicó en forma de libro. La gestión de Child como editora y la popularidad de su columna ayudaron a que la revista se convirtiera en la publicación abolicionista más popular de Estados Unidos. En 1843, Child dejó la revista en manos de su esposo, para el que trabajó como asistente hasta mayo de 1844. La pareja abandonó Nueva York para establecerse en Wayland (Massachusetts), donde pasaron el resto de su vida.
Child fue miembro de la junta ejecutiva de la Sociedad Antiesclavista Estadounidense en las décadas de 1840 y 1850 con Lucretia Mott y Maria Weston Chapman. Durante ese periodo escribió historias cortas, en las que mediante la ficción exploraba la compleja cuestión de la esclavitud. Con estos cuentos pretendía llegar a más gente que con sus folletos. También los utilizaba para tratar el tema de la explotación sexual, que afectaba a las esclavas y a la familia de los propietarios. Child consideraba que en ambos casos, las mujeres sufrían el poder de los hombres. Cuanto más profundamente trataba ciertos abusos, más negativa era la reacción de sus lectores.  En 1860 publicó un folleto contra la esclavitud titulado «El deber de desobediencia a la Ley de esclavos fugitivos: Un llamamiento a los legisladores de Massachusetts».
Child acabó abandonando el National Anti-Slavery Standard por negarse a promover la violencia como medio aceptable de combatir la esclavitud. La incapacidad de los abolicionistas de trabajar juntos como una unidad cohesionada le indignaba. Los conflictos y las disputas causaron que se distanciara de forma permanente y dejara el Standard, ya que en sus propias palabras, había «acabado con la causa para siempre».
Lydia Child siguió escribiendo para varias publicaciones durante la década de 1840, promoviendo una mayor igualdad para las mujeres. No obstante, a causa de su experiencia negativa con el Standard, nunca volvió a trabajar en movimientos o asociaciones por los derechos o el sufragio femenino. En 1844, Child publicó el poema The New England Boy's Song about Thanksgiving Day en el libro Flowers for Children, que se convirtió en la canción Over the River and Through the Wood.
En los 50, Child respondió a la paliza casi mortal que sufrió en el recinto del Senado su amigo Charles Sumner, un senador abolicionista de Massachusetts, a manos de un congresista de Carolina del Sur, escribiendo un poema titulado Los emigrantes de Kansas. El estallido de violencia que se produjo en Kansas entre colonos defensores y detractores de la esclavitud, antes de un referéndum para decidir si debía legalizarse la esclavitud en el nuevo territorio, hizo que Child cambiara su opinión sobre el uso de la violencia. Junto con Angelina Grimke, otra partidaria de la solución pacífica, reconoció la necesidad de usar la violencia para proteger a los emigrantes antiesclavistas de Kansas. También simpatizaba con el abolicionista radical John Brown: aunque no aprobaba su fanática violencia, admiraba profundamente su la valentía y convicción que Brown mostró en la revuelta de Harpers Ferry.
En 1860, Child recibió el encargo de la edición de la autobiografía de la ex esclava Harriet Jacobs, Incidents in the Life of a Slave Girl («Incidentes en la vida de una joven esclava»), que se publicó en 1861.

### Trabajo a favor de los nativos americanos

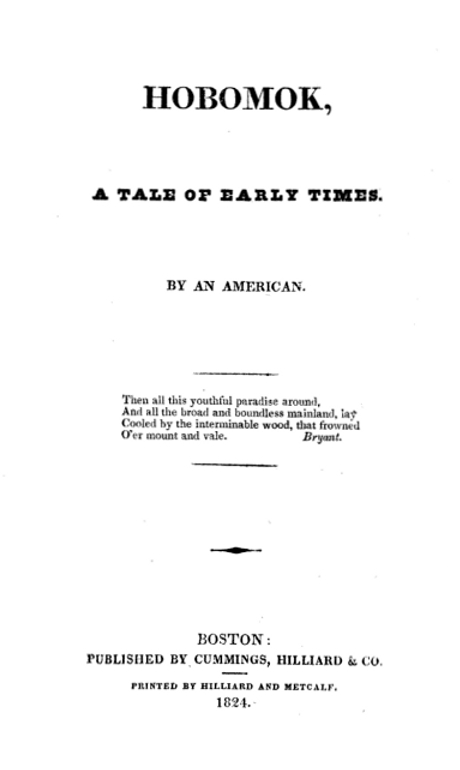
Primera página de Hobomok, 1824

Child publicó su primera obra de ficción, la novela histórica Hobomok, un cuento de tiempos pasados, de forma anónina, con el pseudónimo sin género an American. La trama se centra en el matrimonio interracial entre una mujer blanca y un nativo norteamericano, que tienen un hijo en común. La heroína se vuelve a casar después, reintegrándose junto con su hijo en la sociedad puritana. El tema del mestizaje causó un escándalo en la comunidad literaria, y el libro no fue un gran éxito.
Durante la década de 1860, Child escribió panfletos sobre los derechos de los nativos americanos. El más importante, An appeal for the Indians («Un llamamiento a favor de los indios», 1868) pedía a los miembros de la administración y a los líderes religiosos que hicieran justicia a los indios americanos. Su presentación atrajo el interés de Peter Cooper sobre los problemas de los indios, y contribuyó a la fundación de la Board of Indian Commissioners (Junta de Comisionados Indios) de Estados Unidos y la subsiguiente Política de Paz del gobierno de Ulysses S. Grant.

## Vida personal
Lydia Francis fue maestra de escuela hasta 1828, año en que se casó con David Lee Child, abogado de Boston. Su activismo político y su implicación reformista la incitaron a defender reformas sociales de los derechos de los indios y el abolicionismo de Garrison. Fue gran amiga de la activista Margaret Fuller y participó con frecuencia en las «conversaciones» que se organizaban en la librería de Elizabeth Palmer en Boston.
Child murió en su casa de Wayland (Massachusetts), el 20 de octubre de 1880, a los 78 años, y fue enterrada en el Cementerio Norte de Wayland.